# Iucundi acti labores
 Iucundi acti labores лат. (изговор: јукунди акти лаборес). Пријатни су довршени послови. (Цицерон)

## Поријекло изреке
Рекао римски државник и бесједник Цицерон (први вијек п. н. е.).

## Тумачење
Послје довршеног посла слиједи пријатно опуштање, задовољство учињеним - релаксација.